# جان برينك
جان برينك (بالسويدية: Jan Brink)‏ هو فارس سباق سويدي، ولد في 1960.

## وصلات خارجية
- جان برينك على موقع أوليمبيديا (الإنجليزية)
- جان برينك على موقع اللجنة الأولمبية السويدية (السويدية)